# Герб Мафри
Ге́рб Ма́фри — офіційний символ містечка Мафра, Португалія. Використовується як територіальний герб. У червоному щиті золота вежа з червоними вікнами і брамою, на якій висить зелений Авіський хрест. Обабіч вежі два срібні півмісяці, рогами догори. Щит увінчує срібна мурована містечкова корона з чотирма вежами.  Під щитом біла стрічка, на якій великими літерами напис португальською: «vila de Mafra» (містечко Мафра).  Офіційно затверджений 18 листопада 1940 року.   

## Галерея

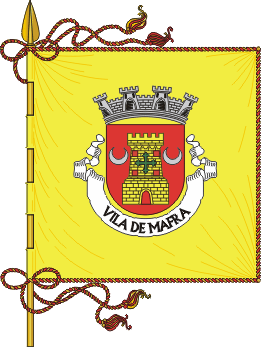
Прапор